# Ngày thanh trừng: Hỗn loạn
Ngày thanh trừng: Hỗn loạn (tên tiếng Anh: The Purge: Anarchy) là bộ phim hành động kinh dị phản địa đàng của Mỹ do James DeMonaco đạo diễn và biên kịch, phim ra mắt năm 2014. Phim chính là phần hậu truyện của Ngày thanh trừng ra mắt năm 2013 và là bộ phim thứ hai trong loạt phim Ngày thanh trừng, với sự tham gia diễn xuất của Frank Grillo, Carmen Ejogo, Zach Gilford, Kiele Sanchez, và Michael K. Williams. Ngoài ra, phim còn có Edwin Hodge sẽ tiếp tục vai diễn của mình trong phần đầu tiên. Bộ phim được phát hành toàn cầu vào ngày 18 tháng 7, 2014.
Doanh thu phòng vé của phim đạt được mốc 111 triệu Đô la Mỹ với nhiều lời nhận xét trái chiều từ các nhà phê bình, có người cho rằng đây là một bước tiến của phim so với phần tiền nhiệm cũng nó, bên cạnh đó cũng có người phê bình sự sáo rỗng trong phần kịch bản và công thức làm phim. Nếu Ngày thanh trừng lấy bối cảnh trong một ngôi nhà thì Ngày thanh trừng: Hỗn loạn được lấy bối cảnh là khu vực Đại Los Angles giúp người xem biết thêm được về những diễn biến xung quanh trong sự kiện này. Phần thứ ba của loạt phim có tiêu đề là Ngày thanh trừng: Năm bầu cử được ra mắt vào ngày 1 tháng 7, 2016.

## Nội dung
Tiếp nối với bối cảnh thời điểm ở phần đầu tiên, phần tiếp theo cũng là hành trình theo chân các công dân bình thường phải cố hết sức để sống sót trong thời gian 12 giờ của Ngày thanh trừng, thời điểm khi mọi tội lỗi đều được miễn tội kể cả giết người. Tuy nhiên nếu phần đầu tiên chỉ xoay quanh gia đình của James Sadin thì ở phần này, ta sẽ được chứng kiến sự tàn bạo của Ngày thanh trừng diễn ra trên một nơi có quy mô rộng lớn hơn và đẫm máu hơn đó là vùng Đại Los Angeles.

## Diễn viên
- Frank Grillo vai Trung sĩ Leo Barnes [3][4]
- Carmen Ejogo vai Nữ bồi bàn Eva Sanchez
- Zach Gilford vai Shane
- Kiele Sanchez vai Liz
- Zoë Soul vai Cali Sanchez, cô con gái 17 tuổi của Eva
- Justina Machado vai Tanya
- John Beasley vai Cha Rico Sanchez
- Jack Conley vai Cha lớn, lãnh đạo của Death Squad
- Noel Gugliemi vai Diego
- Castulo Guerra vai Barney
- Michael K. Williams vai Carmelo Johns, lãnh đạo của Nhóm Chống ngày thanh trừng
- Edwin Hodge vai Người đàn ông lạ mặt Dante Bishop
- Lakeith Stanfield vai  Young Ghoul Face
- Roberta Valderrama vai Lorraine
- Niko Nicotera vai Roddy
- Bel Hernandez vai Katherine
- Lily Knight vai Bà Crawley
- Brandon Keener vai Warren Grass, người chịu trách nhiệm cho cái chết của con trai Leo vì lái xe khi say rượu
- Amy Price-Francis vai bà Grass, vợ của Warren
- Vick Sabitjian vai Ông Sabian
- Nicholas Gonzalez vai Carlos
- Chad Morgan vai Janice
- Judith McConnell vai Người phụ nữ già thanh lịch
- Dale Dye vai Donald Talbot, thành viên của "Những Người Sáng Lập Mới Của Mỹ"
- Cindy Robinson vai Hệ thống Phát thanh Khẩn cấp

Tyler Osterkamp và Nathan Clarkson trở lại với vai diễn Những kẻ thanh trừng đáng sợ từ Ngày thanh trừng với tư cách không được công nhận, trong khi Ethan Hawke, Rhys Wakefield và Alicia Vela-Bailey lần lượt trong các vai James Sandin, Nhà lãnh đạo chính trị and the Người phụ nữ thanh trừng tóc vàng đáng sợ từ những đoạn phim lưu trữ từ phần trước được xuất hiện trong phần credit cuối phim.

## Sản xuất
Vào ngày 10 tháng 6, 2013, hãng Universal Pictures và Jason Blum đã thông báo về việc sẽ tiếp tục phát triển phần hậu truyện này của phim sau sự thành công của Ngày thanh trừng. Và được ấn định sẽ phát hành vào ngày 20 tháng 6, 2014, tuy nhiên sau đó đã bị dời lại vào ngày 18 tháng 7 cùng năm.
Công đoạn quay phim chính được quay tại Los Angeles trong khi Blumhouse Productions đang phát hành đoạn quảng cáo đếm ngược của phim vào ngày 1 tháng 1 năm 2014. Phim chính thức đóng máy vào ngày 10 tháng 2 năm 2014.

### Quảng cáo
Đoạn phim quảng cáo đầu tiên của phim được phát hành ngày 12 tháng 2 năm  2014. Vào ngày 27 tháng 3 cùng năm, một đoạn quảng cáo khác với thời lượng dài hơn được phát hành tiếp tục bởi Universal. Đoạn quảng cáo mới khác đồng thời cũng là cuối cùng được phát hành vào ngày 23 tháng 6 năm đó.

### Phương tiện truyền thông tại nhà
Ngày thanh trừng: Hỗn loạn được phát hành trên định dạng đĩa Blu-ray, DVD và Digital vào ngày 21 tháng 10 năm 2019. Phim cũng được phát hành ở định dạng cải tiến hơn là 4K UHD Blu-Ray vào ngày 12 tháng 6 năm 2018.

## Tiếp nhận

### Phòng vé
Ngày thanh trừng: Hỗn loạn thu về doanh thu là 72 triệu Đô la Mỹ tại phòng vé Hoa Kỳ và 40 triệu Đô la Mỹ tại các phòng vé khác với con số doanh thu tổng cộng là 111,9 triệu Đô la Mỹ, vượt qua kinh phí làm phim là 9 triệu Đô la Mỹ.
Phim được phát hành tại 3,303 rạp chiếu phim ở vùng Bắc Mỹ, và thu về được 2,6 triệu Đô la Mỹ trong đêm công chiếu đầu tiên. Cũng trong tuần mở đầu đó, doanh thu của phim đạt mốc 29,8 triệu Đô là Mỹ, kết thúc ở vị trí thứ hai sau màn chạy đua doanh thu với phim Sự khởi đầu của hành tinh khỉ. Đây là con số ít hơn 4 triệu Đô la Mỹ so với doanh thu mở màn của phim phim đầu tiên là 34 triệu Đô la Mỹ.

### Phê bình
Trên trang đánh giá phim Rotten Tomatoes, phim đạt được mốc 57% cà chua với 143 lời nhận xét, tương đương với mức điểm là 5,40/10. Những nhà phê bình của trang đồng tình nhận xét rằng "Sần sùi, ghê rợn và có tham vọng khác thường, Ngày thanh trừng: Hỗn loạn thể hiện được một chút cải tiến so với người tiền nhiệm, nhưng nó vẫn chưa bao giờ thông minh hoặc gây được tiếng vang như mong đợi." Trên Metacritic, phim được tính trung bình trọng số là 50 điểm trên thang 100 với 32 lời phê bình. Các khán giả của CinemaScore cho bộ phim điểm "B" trên thang điểm từ "A+" đến "F".

## Hậu truyện
Phần phim thứ ba của loạt phim với cái tên Ngày thanh trừng: Năm bầu cử phát hành ngày 1 tháng 7 năm 2016.

## Di sản
Bộ phim là chủ đề của khu vực scare zone trong sự kiện lễ hội thường niên Halloween Horror Nights năm 2014 tại khu vui chơi Universal Parks & Resorts. Đồng thời, căn nhà tại sự kiện Halloween Horror Nights năm tiếp theo tại Orlando trong khu vực scare zone và trở thành chủ đề chính của trò chơi Terror Tram.